# Pseudocorinna rutila
Pseudocorinna rutila är en spindelart som beskrevs av Simon 1910. Pseudocorinna rutila ingår i släktet Pseudocorinna och familjen flinkspindlar.
Artens utbredningsområde är Guinea-Bissau. Inga underarter finns listade i Catalogue of Life.